# Rally Villa de Llanes de 1988
El Rally Villa de Llanes de 1988, oficialmente 12.º Rally Internacional Villa de Llanes, fue la decimosegunda edición y la quinta cita de la temporada 1988 del Campeonato de España de Rally. Se celebró del 3 al 5 de junio y contó con un itinerario de veinte tramos que sumaban un total de 248 km cronometrados.

## Itinerario
| Día   | Tramo | Nombre            | Distancia | Hora  |
| ----- | ----- | ----------------- | --------- | ----- |
| Día 1 | TC1   | Cardoso           | 6,3 km    | 17:24 |
| Día 1 | TC2   | Río de Las Cabras | 5,2 km    | 17:48 |
| Día 1 | TC3   | Arangas           | 15,9 km   | 18:13 |
| Día 1 | TC4   | Narganes          | 8,2 km    | 18:54 |
| Día 1 | TC5   | Noriega           | 12,9 km   | 19:18 |
| Día 1 | TC6   | Cardoso           | 6,3 km    | 20:04 |
| Día 1 | TC7   | Río de Las Cabras | 5,2 km    | 20:28 |
| Día 1 | TC8   | Arangas           | 15,9 km   | 20:53 |
| Día 1 | TC9   | Narganes          | 8,2 km    | 21:34 |
| Día 1 | TC10  | Noriega           | 12,9 km   | 21:58 |
| Día 2 | TC11  | Carmen-Torre      | 16,8 km   | 01:49 |
| Día 2 | TC12  | Libardón          | 22,8 km   | 02:35 |
| Día 2 | TC13  | Piloña            | 10,5 km   | 03:20 |
| Día 2 | TC14  | Moandi            | 15,75 km  | 03:56 |
| Día 2 | TC15  | Labra             | 10,5 km   | 04:50 |
| Día 2 | TC16  | Carmen-Torre      | 16,8 km   | 05:54 |
| Día 2 | TC17  | Libardón          | 22,8 km   | 06:35 |
| Día 2 | TC18  | Piloña            | 9,1 km    | 07:20 |
| Día 2 | TC19  | Moandi            | 15,75 km  | 07:56 |
| Día 2 | TC20  | Labra             | 10,5 km   | 08:50 |

## Clasificación final
| Pos. | Piloto               | Copiloto             | Automóvil                  | Tiempo    | Diferencia |
| ---- | -------------------- | -------------------- | -------------------------- | --------- | ---------- |
| 1.   | Josep Bassas         | Antonio Rodríguez    | BMW M3 E30                 | 3:07:57.0 | 0.0        |
| 2.   | Beny Fernández       | José Luis Sala       | Opel Kadett GSI            | 3:11:15.0 | +3:18.0    |
| 3.   | Borja Moratal        | Alfredo Rodríguez    | Peugeot 205 GTI 1.9        | 3:11:24.0 | +3:27.0    |
| 4.   | Antonio Rius         | Manuel Casanova      | Volkswagen Golf II GTi 16V | 3:13:55.0 | +5:58.0    |
| 5.   | Jesús Puras          | Tomás Aguado         | Ford Sierra RS Cosworth    | 3:15:47.0 | +7:50.0    |
| 6.   | Roland Holke         | Jordi Sánchez        | Peugeot 205 GTI 1.9        | 3:16:49.0 | +8:52.0    |
| 7.   | Francisco Cima       | Jacinto Martínez     | Renault 5 GT Turbo         | 3:20:55.0 | +12:58.0   |
| 8.   | Josep María Bardolet | Pilar Compte         | Citroën AX Sport           | 3:21:54.0 | +13:57.0   |
| 9.   | Jesús Sáiz           | Javier Robledano     | Peugeot 205 GTI            | 3:22:08.0 | +14:11.0   |
| 10.  | Fernando Capdevila   | Manuel Jesús Duranza | BMW M3 E30                 | 3:23:13.0 | +15:16.0   |